# Národní park Udegejská legenda

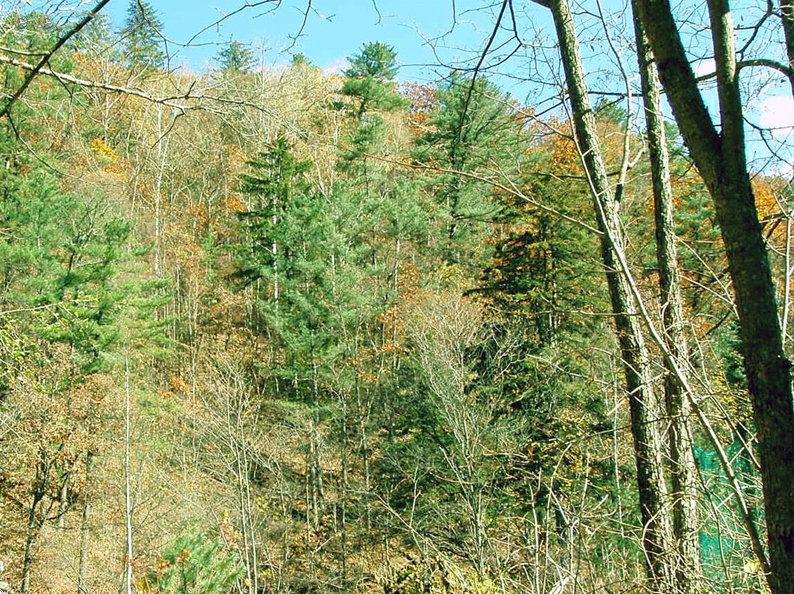
Tajga v Krasnoarmejském rajónu

Národní park "Udegejská legenda" (rusky Национальный парк «Удэгейская легенда») byl založen 9. července 2007. Nachází se ve východní Sibiři v Krasnoarmejském rajónu Přímořského kraje v Rusku, v centrální části horského pásma Sichote-Aliň. Zabírá plochu 88600 ha na středním toku řeky Bolšaja Ussurka. Jeho úkolem je ochrana přírody, původní kultury národa Udegejců a rozvoj ekoturistiky v této oblasti. Na poměrně malé ploše lesů a řek se nachází množství různorodých druhů rostlin a živočichů, z nichž desítky jsou chráněny. Od roku 1935 byla tato oblast součástí větší přírodní rezervace Sichote-Aliň, ale pak tento status ztratila. Nemělo to však negativní vliv na biodiverzitu a v současnosti vyhlášený národní park plní mimo jiné i roli biokoridorů mezi touto rezervací (zapsanou od roku 2001 do UNESCO) a údolím řeky Bikin. Správa parku se nachází v obci Roščilo, kde je umístěno místní muzeum mineralogie.

## Flora a fauna
Oblast národního parku zabírá území s nadmořskými výškami od 200 m n. m. V údolí řeky Bolšaja Ussurka až po nadmořské výšky kolem 1300 m n. m. (nejvyšší bod parku je hora Armut 1330 m n. m.). To je důvod, proč má takové poměrně malé území velmi bohatou biodiverzitu. V údolích řeky Ussurky a jejích přítoků se vyskytují převážně listnaté lesy, postupně ve vyšších částech převažují jehličnaté. Rostou zde zejména jilm horský, jasan, borovice limba, smrk ajanský, jedle mandžuská, bříza mandžuská a jiné druhy dřevin. Roste zde přes 30 druhů ohrožených cévnatých rostlin a 12 druhů vzácných lišejníků zapsaných v Červené knize Ruské federace (resp. SSSR). Lze zde nalézt chladnomilné i teplomilné rostliny.
Typickými zvířaty jsou medvěd ušatý a medvěd hnědý, území národního parku je centrální oblastí výskytu tygra usurijského. Rovněž zde žije množství druhů ptáků, k nejvzácnějším patří jeřáb černý, kachnička mandarínská, čáp černý, výr Blakistonův, morčák šupinatý a tetřívek sibiřský.

## Kulturní dějiny oblasti
Osídlení oblasti je doloženo již od doby kamenné. Bylo zde odkryto 28 archeologických lokalit. Nedaleko od národního parku se našly pozůstatky sídliště, které bylo centrem severní části středověkého státního útvaru předků udegejského národa, jehož život je zde doložen nepřetržitě už jeden a půl tisíciletí. V 20. století se socialismus snažil integrovat všechny národy SSSR a značně tak narušil tradiční kultury původních obyvatel. Z tohoto důvodu slouží národní park i jako ochrana ohrožené původní udegejské kultury, svatyň a archeologických nalezišť a jsou v něm vyčleněny zóny pro tradiční způsob života Udegejců.

### Zajímavosti
V těchto končinách sibiřské tajgy žil i legendární lovec Děrsu Uzala, jehož příběh vyšel knižně v roce 1923 (viz Děrsu Uzala (kniha)) a později byl dvakrát zfilmován. Poprvé v roce 1961 (viz Děrsu Uzala (film, 1961)) a v roce 1975 (viz Děrsu Uzala (film, 1975)). Malá vesnice na hranici národního parku nese jméno Děrsu.